# 流口镇 (贵溪市)
流口镇，是中华人民共和国江西省鹰潭市贵溪市下辖的一个乡镇级行政单位。

## 行政区划
流口镇下辖以下地区：
新溪村、横路村、官庄村、盛源村、双岭村、细叶村、李源村和板桥村。